# I Puffi (album)
I Puffi è il secondo album raccolta pubblicato in Italia di brani musicali dedicati alla serie animata I Puffi, su LP ed MC nel 1982 dell'etichetta discografica K-Tel.
Nel disco sono presenti quattro brani incisi da Cristina D'Avena, che appaiono per gentile concessione della Five Record.

## Curiosità
Le canzoni: Il paese dei Puffi, Il grande capo indiano, Il trenino tutto blu, Il Puffo Rock,
How do you do, Quando i Puffi, Il Puffo Hic, Il Puffo dispettoso, Il Puffo volante, Tanti Puffi a te non sono mai state pubblicate nel formato CD.

## Tracce

### Lato A
1. Canzone dei Puffi (A. Valeri Manera - H. Seroka - J. Zegers) 3:00
2. Anche tu (Alberts - P. Blandi) 3:10
3. La barzelletta puffa (G. Behrle - Fernant - P. Blandi)
4. Il Puffo hic (G. Behrle - Fernant - P. Blandi) 2:52
5. Il grande capo indiano (G. Behrle - Fernant - P. Blandi) 2:52
6. A E I O U (P. Blandi - P. Kartner) 2:46
7. Notte puff (F. Wienneke - G. Behrle - P. Blandi) 2:08

### Lato B
1. Quando i Puffi (E. Mergency - Linlee - Helna - P. Blandi) 2:46
2. La scuola dei Puffi (Behrle - Frankfurter - Wienneke - P. Blandi) 3:08
3. Un amico marziano (Schoenzetter - P. Blandi) 3:15
4. Vieni alla festa (P. Kartner - P. Blandi) 3:37
5. How do you do (Behrle - Frankfurter - Wienneke - P. Blandi) 3:08
6. Il cow boy dei Puffi (P. Kartner - P. Blandi) 2:02
7. Tanti Puffi a te (E. Mergency - Helna - R. Klunz - P. Blandi) 2:13

## Interpreti
- Cristina D'Avena (Lato A n. 1-6-7/Lato B n. 2)
- Victorio Pezzolla e i Puffi (Lato A n. 2-4-5/Lato B n. 1-3-4-6)
- Ferry Wienneke, Victorio Pezzolla e i Puffi (Lato A n. 3-4-5/Lato B n. 1-3-4-5-6-7)